# Planeta opic (film, 2001)
Planeta opic (v anglickém originále Planet of the Apes) je americký dobrodružný sci-fi film z roku 2001, který režíroval Tim Burton. Jde o volný remake stejnojmenného filmu z roku 1968, který se dočkal několika pokračování.

## Děj
Kosmonaut Leo Davidson pošle z vesmírné stanice Oberon šimpanze jménem Pericles v malém kosmickém člunu, aby prozkoumal elektromagnetickou bouři. Když se Pericles nevrátí, letí jej v druhém člunu zachránit a havaruje na planetě, které vládnou inteligentní mluvící opice; s lidmi je tam zacházeno jako s otroky.
Lea koupí šimpanzice Ari, která nesouhlasí s krutým zacházením s lidmi. Leo se pokusí osvobodit ostatní lidi; když je přistižen Ari, přesvědčí ji, aby mu pomohla. Společně dojdou do zakázaného místa zvaného Calima.
Tam Leo zjistí, že Calima je mnoho století starý vrak vesmírné stanice Oberon, kde prach zakrývá vše až na šest písmen z nápisu "Pozor, živá zvířata" ("CAution LIve aniMAls"). Leo usoudí, že elektromagnetický vír posunul jeho kosmický člun v čase do budoucnosti, ale stanici nikoli, takže stanice havarovala na planetě mnohem dříve. Log Oberonu prozradil, že po havárii se opice vzbouřily proti lidem; lidé a opice na planetě jsou potomci těch, kdo tuto vzpouru přežili.
Mezitím se objeví armáda opic, která chce pochytat uprchlé otroky; vede je generál Thade. Vypukne bitva, během ní ale přistane Periclův člun, který byl rovněž vírem posunut do budoucnosti. Opice to považují za naplnění dávného proroctví a přeruší bitvu.
Leo se rozhodne odletět v nepoškozením Periclově člunu. Skrze vír se vrátí zpět do své doby a přistane ve Washingtonu, obklopen policisty a hasiči. Pak ale s hrůzou zjistí, že to nejsou lidé, ale opice…